# Елькин, Валентин Иванович
Валентин Иванович Елькин (21 сентября 1923, деревня Белкина Касибской волости Соликамского уезда — 8 июня 1944, Каменец-Подольская область) — лётчик-истребитель, командир звена 908-го истребительного авиационного полка 141-й истребительной авиационной дивизии ПВО Южный фронт ПВО, младший лейтенант. Герой Советского Союза. Погиб в воздушном бою над окрестностями Проскурова.

## Биография
Родился в семье фельдшера. Мать — учительница. Окончил среднюю школу в городе Усолье, куда были по работе переведены родители. В вовремя учёбы в школе ходил на теоретические занятия в Березниковском аэроклубе, после школы продолжил обучение в Пермском аэроклубе. Одновременно работал в школах лаборантом в физическом и химическом кабинетах.
В Красной Армии с января 1941 года. Учился в Цнорис-Цхаренской, затем в Руставской военных авиационных школах пилотов. На фронтах Великой Отечественной войны с марта 1943 года. Был командир звена 908-го истребительного авиационного полка.
Вылетев на перехват вражеского самолёта-разведчика, и сбив его, на обратной дороге был настигнут двумя Me-109. Лётчик, несмотря на полученные ранения, принял неравный бой, в ходе которого один истребитель противника был сбит его огнём. После того как собственный боекомплект был исчерпан, Елькин таранил второй «мессершит» и в результате столкновения — погиб. Его последний бой длился всего восемь минут. Похоронен в братской могиле в городе Хмельницкий Украины.
Указом Президиума Верховного Совета СССР от 22 августа 1944 года за образцовое выполнение боевых заданий командования на фронте борьбы с немецкими захватчиками и проявленные при этом отвагу и геройство младшему лейтенанту Елькину Валентину Ивановичу посмертно присвоено звание Героя Советского Союза.

Памятник на могиле Валентина Елькина

## Награды
- Герой Советского Союза (звание присвоено 22 июля 1944 года, посмертно)
- орден Ленина

## Память
- Похоронен в братской могиле у Вечного огня в городе Хмельницкий.
- В городе Усолье Пермского края установлена стела.
- В школе № 1 города Усолье, выпускником которой был Валентин Иванович Елькин, открыта мемориальная доска.
- В городе Пермь существует улица Елькина, находящаяся в микрорайоне Громовский Свердловского района города.